# Cirrhipathes sieboldi
Cirrhipathes sieboldi is een Antipathariasoort uit de familie van de Antipathidae. De wetenschappelijke naam van de soort is voor het eerst geldig gepubliceerd in 1834 door Blainville.